# Kasper Irming Andersen
Kasper Irming Ryan Andersen (* 12. März 1986 in Skanderborg, Dänemark) ist ein dänischer Handballspieler.
Der 1,88 Meter große und 92 Kilogramm schwere rechte Außenspieler stand ab 2011 bei KIF Kolding unter Vertrag, mit dem er 2014 und 2015 die dänische Meisterschaft gewann. Zuvor spielte er bei Århus Håndbold, Skanderborg Håndbold, Voel KFUM und Ikast-Brande EH. Im Sommer 2016 kehrte er zu Skanderborg Håndbold zurück. Im Sommer 2018 unterzeichnete er wieder einen Vertrag bei KIF Kolding.
Für die dänische Nationalmannschaft bestritt er bis Dezember 2017 15 Länderspiele, in denen er 27 Tore warf. Er stand im erweiterten Aufgebot für die Weltmeisterschaft 2011.